# Juan Bialet Massé
Juan Bialet Massé (Argentona, España, 19 de junio de 1846 – Buenos Aires, 22 de abril de 1907), docente y constructor español que residió desde 1873 en Argentina, donde publicaría varias obras sobre medicina, entre otras cosas; además, junto a su socio, Carlos Cassaffousth, construiría un dique en la provincia de Córdoba, que seguiría en servicio hasta 1944.

## Biografía
Nació en el municipio barcelonés de Argentona (Cataluña), el 19 de junio de 1846. No se sabe casi nada sobre su actividad en su tierra natal: algunas teorías sin confirmar sugieren que podría haber formado parte de atentados anarquistas.[cita requerida]
Llegó a Argentina en 1873, allí habría presentado su título de Medicina de la Universidad Central de Madrid al Dr. Bonifacio Lastra. Un año después, un 9 de julio, se casó con Zulema Laprida, nieta del político sanjuanino Francisco Narciso de Laprida.
En 1876 ocurrió un incidente que le hizo ganar el reconocimiento de la gente de la época, cuando tuvo que atender de urgencias al futuro presidente Roque Sáenz Peña, a pesar de estar en plena carretera y carecer totalmente de instrumentos adecuados, logró operar al abogado exitosamente.
Tuvo una gran carrera académica: fue vicerrector y docente del Colegio Nacional de la provincia de Mendoza (septiembre de 1873 a enero de 1875), docente del Colegio Nacional de la provincia de La Rioja (1876), profesor en la Cátedra de Medicina Legal en la Universidad Nacional de Córdoba (1879), autor del programa de estudios y profesor designado de “Legislación Industrial y Agrícola” en la Facultad de Ciencias Exactas Físicas y Naturales de la Universidad Nacional de Córdoba (1906) y habría estado a punto de ser Rector de la Universidad Nacional de La Plata, cargo que no habría podido recibir, por negarse a renunciar a su ciudadanía española. En 1885 ganó el primer premio de la Círculo Médico Argentino y el grado de doctor honoris causa de la Universidad Nacional de Córdoba.
Además estudió leyes en la facultad de derecho de Córdoba, donde se recibió como abogado, y a los 60 años de edad se graduó como agrónomo. Entre sus libros, varios se dedicaron a la educación secundaria, y algunos de ellos fueron usados como manuales para diversos colegios.
Su carrera empresarial, por el contrario, fue corta. En 1884, compró varias propiedades en el Valle de Punilla (por ejemplo, los terrenos donde luego de 1900 prosperaría La Falda) en los cuales creó la fábrica de Cales y Cementos “La Primera Argentina”.  Empresa que, como lo señala su nombre, usaba cementos y cales nacionales de Argentina entrando en competencia con las importadas. Esa empresa proveyó las cales y cementos para la construcción del Dique Mal Paso entre 1884 y 1886.
Luego, junto a su socio Carlos Cassaffousth, inició la construcción del Dique San Roque y el Riego de los Altos de Córdoba, la cual finalizó en 1889. La construcción del dique fue adjudicada a la empresa "Funes, Bialet Massé y Cía", que involucraba al diputado cordobés Félix Funes, diputado provincial y cuñado del presidente Juárez Celman y del expresidente Julio Argentino Roca.
La construcción del Dique San Roque tuvo objeciones del Departamento Topográfico en el 1888, por cuestiones relativas al pago de la obra con respecto a su contrato original. El ingeniero Luis Huergo, que fue solicitado en el arbitraje, aportó su apoyo a Funes y Bialet.
Debido a altas deudas, Bialet Massé pidió un concurso de acreedores para “La Primera Argentina” en 1892. Ese mismo año, Juan Bialet Massé y Carlos Casaffousth fueron apresados por la construcción del dique, el cual supuestamente estaba fallado. Trece meses después fueron liberados cuando el juez Antenor de La Vega los declaró inocentes. Recién en 1898 el médico y abogado finalizará la querella contra el ingeniero contratado, por Ejercicio Ilegal de la Profesión y Uso Ilegal del Título de Ingeniero.
Cómo político fue designado Concejal de la Ciudad de Córdoba en 1883, asumiendo como Presidente a fines de 1883, correspondiéndole el importante acto de aprobar la compra de Sistema de Aguas Corrientes y Gas de la Ciudad.
Además representó a los estibadores de Rosario en el Congreso de la Unión Obrera Argentina.
En 1904, el presidente Julio Argentino Roca, lo eligió para crear un comisionado para relevar la condición laboral y población obrera en Argentina. Elevó el Informe "El Estado de las Clases Obreras Argentinas". Publicó "Descanso Semanal" y "Responsabilidad Civil en el Derecho Civil Argentino", a partir de donde fue considerado "Precursor del Derecho Laboral" por sus comentarios sobre la responsabilidad empresarial.
En 1907, el 22 de abril, falleció en la ciudad de Buenos Aires.
Se bautizó Bialet Massé la población ubicada en el Valle de Punilla de la provincia argentina de Córdoba donde Juan Bialet Massé tenía su casa quinta y su fábrica de cales.
Juan Bialet Massé pertenecía a la masonería, iniciado en la Logia Jacobo Molay N.º 162 de la Ciudad de Córdoba, y a la Logia Unión N.º 17, en 1902.

## Obras
- “Lecciones de Anatomía, Fisiología, e Higiene Humana”, 1875.
- “Lecciones de Anatomía…”, segundo tomo, 1876
- “Lecciones de Medicina Legal Aplicada a la Legislación Argentina”, 1885, texto que le valdría el primer Premio de la Academia Nacional de Medicina.
- “Cuatro verdades sobre Enseñanza Secundaria”, 1900.
- “Proyecto de una Ordenanza Reglamentaria del Servicio Obrero y Domestico de Acuerdo Con la Legislación y Tradiciones de la Republica Argentina”, 1902
- “Deberes y Derechos de los Trabajadores”, 1903
- “El estado de las Clases Obreras Argentinas”, 1904, informe para la comisión organizada por el presidente Julio Argentino Roca.
- “Descanso Semanal”, “Responsabilidad civil en el Derecho Civil Argentino” (a partir de donde es considerado “Precursor del Derecho Laboral”), “El Socialismo Argentino”,”El Espíritu de la Ley Nacional de Trabajo” y “Administración de Irrigación y Comentarios de las leyes Agrarias”, 1904.
- "Informe sobre la creación de colonias nacionales algodoneras", 1906
- "El riego en los altos de Córdoba, cómo y en qué debe aprovecharse", 1906
- “El Dique San Roque”, dos conferencias leídas en los salones de la biblioteca pública de la Universidad de Córdoba, 1906
- “Primer Censo General de Población, Edificación y Recursos de la Ciudad de Córdoba”, 1906.